# アナ・ボテージャ

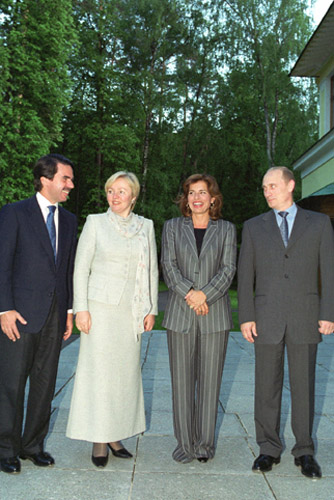
左からアスナール、リュドミラ・プーチナ、ボテージャ、ウラジーミル・プーチン（2001年）

アナ・ボテージャ・セラーノ（スペイン語: Ana Botella Serrano、1953年7月13日 - ）は、スペイン・マドリード出身の政治家。国民党(PP)所属。

## 経歴
1953年7月23日にマドリードに生まれ、カトリック系の学校で初等教育を受けた。マドリード・コンプルテンセ大学では法学を学び、卒業すると国家公務員となった。1977年にホセ・マリア・アスナールと結婚した。1978年には中道右派の国民同盟(AP)の党員となった。
1996年には夫のアスナールがスペインの首相に就任し、ボテージャは2004年まで約8年間にわたってファーストレディであった。2003年5月25日のマドリード市議会議員選挙には国民党(PP)の選挙名簿第3位で臨んで当選。2007年には選挙名簿第2位で臨んで2選を果たした。アルベルト・ルイス＝ガリャルドン市長の下で副市長を務め、社会福祉部（2003年-2007年）と環境部（2007年-2011年）を率いた。
2011年5月22日のマドリード市議会議員選挙には国民党の選挙名簿第2位で臨んで3選を果たした。選挙名簿第1位で選挙に臨んでマドリード市長に再選したルイス＝ガリャルドンは、マリアーノ・ラホイ政権の法務大臣に就任するために任期途中で辞任。これによって11月27日にはボテージャが後任のマドリード市長に就任した。マドリード初の女性市長である。2020年夏季オリンピックの開催地選考にはマドリードも立候補しており、2013年9月7日にアルゼンチンのブエノスアイレスで開催された第125次IOC総会（最終選考会）では最終プレゼンを行うスペイン代表団の一員となった。
2014年9月9日の記者会見では2015年のマドリード市議会議員選挙に出馬しないことを表明した。2015年5月25日に行われたマドリード市議会議員選挙後には、アオーラ・マドリードのマヌエラ・カルメーナがマドリード市長に就任し、ボテージャは6月13日に退任した。

## 家族
1977年にホセ・マリア・アスナールと結婚したが、結婚時にはふたりとも政治家ではなく国家公務員だった。ボテージャとアスナールの夫妻は2男1女を儲けており、娘は2002年9月5日にアレハンドロ・アガグと結婚した。マドリードのエル・エスコリアル修道院で結婚式が行われ、来賓としてフアン・カルロス1世国王やソフィア妃、イギリスのトニー・ブレア首相が招かれた。

## その他
ファーストレディ期間だった1997年10月30日に三重県志摩スペイン村に来日来園した。
オリーブの樹を記念植樹し、2023年10月現在大木となっており丁寧に手入れされている。

## 選挙結果
| 選挙                           | 政党       | 名簿順位  | 結果 |
| ------------------------------ | ---------- | --------- | ---- |
| 2003年マドリード市議会議員選挙 | 国民党(PP) | 55人中3位 | 当選 |
| 2007年マドリード市議会議員選挙 | 国民党(PP) | 57人中2位 | 当選 |
| 2011年マドリード市議会議員選挙 | 国民党(PP) | 57人中2位 | 当選 |